# Puchar Narodów Afryki 2021 (kwalifikacje)/Grupa D
Grupa D jest jedną z dwunastu grup eliminacji do turnieju o Puchar Narodów Afryki 2021. Składa się z czterech niżej wymienionych reprezentacji:
- Demokratyczna Republika Konga
- Gabon
- Angola
- Gambia (drużyna wyłoniona w fazie eliminacyjnej)

Każda drużyna rozegra z każdym z pozostałych rywali dwa mecze, jeden na własnym stadionie, drugi na stadionie rywala. Mecze rozgrywane będą od listopada 2019 roku do września 2020. Dwa najlepsze zespoły w grupie uzyskają awans do turnieju finałowego.
Z powodu pandemii COVID-19 wszystkie mecze kolejek numer 3 i 4 (zaplanowane na marzec 2020), a także numer 5 (zaplanowane na czerwiec 2020) zostały odwołane, bez podania nowej daty ich rozegrania.
30 czerwca 2020 roku CAF ogłosił przesunięcie rozegrania turnieju głównego ze stycznia 2021 na styczeń 2022. 19 sierpnia 2020 roku zapadła decyzja o nowych terminach meczów eliminacyjnych: kolejki numer 3 i 4 mają zostać rozegrane w dniach 9-17 listopada 2020, a kolejki 5 i 6 22-30 marca 2021. 

## Tabela
| Msc. | Zespół                        | M | W | R | P | Br+ | Br- | +/- | Pkt |
| ---- | ----------------------------- | - | - | - | - | --- | --- | --- | --- |
| 1    | Gambia                        | 6 | 3 | 1 | 2 | 9   | 7   | +2  | 10  |
| 2    | Gabon                         | 6 | 3 | 1 | 2 | 8   | 6   | +2  | 10  |
| 3    | Demokratyczna Republika Konga | 6 | 2 | 3 | 1 | 4   | 5   | -1  | 9   |
| 4    | Angola                        | 6 | 1 | 1 | 4 | 4   | 7   | -3  | 4   |

|                               | Gambia | Gabon | Demokratyczna Republika Konga | Angola |
| ----------------------------- | ------ | ----- | ----------------------------- | ------ |
| Gambia                        | X      | 2:1   | 2:2                           | 1:0    |
| Gabon                         | 2:1    | X     | 3:0                           | 2:1    |
| Demokratyczna Republika Konga | 1:0    | 0:0   | X                             | 0:0    |
| Angola                        | 1:3    | 2:0   | 0:1                           | X      |

## Wyniki

### Kolejka 1
| 13 listopada 2019 20:00 CET | Angola · Eduardo 3' | 1:3(1:2)Raport | Gambia · Ceesay 16', 17' · Marreh 89' | Estádio 11 de Novembro, Luanda Sędzia: Osiase Koto |
|                             |                     |                |                                       |                                                    |

| 14 listopada 2019 20:00 CET | Demokratyczna Republika Konga | 0:0(0:0)Raport | Gabon | Stade des Martyrs, Kinszasa Sędzia: Hassan Mohamed Hagi |
|                             |                               |                |       |                                                         |

### Kolejka 2
| 17 listopada 2019 20:00 CET | Gabon · Boupendza 27' · Bouanga 45' | 2:1(2:0)Raport | Angola · Yano 84' | Stade de Franceville, Franceville Sędzia: Bernard Camille |
|                             |                                     |                |                   |                                                           |

| 18 listopada 2019 17:00 CET | Gambia · Jagne 52' · Jobe 90+2' | 2:2(0:1)Raport | Demokratyczna Republika Konga · Bakambu 45+3' · Muleka 75' | Independence Stadium, Bakau Sędzia: Norman Matemera |
|                             |                                 |                |                                                            |                                                     |

### Kolejka 3
| 12 listopada 2020 20:00 CET | Gabon · Bouanga 8' · Aubameyang 55' | 2:1(1:0)Raport | Gambia · Jobe 81' | Stade de Franceville, Franceville Sędzia: Kouassi Attiogbe |
|                             |                                     |                |                   |                                                            |

| 14 listopada 2020 20:00 CET | Demokratyczna Republika Konga | 0:0(0:0)Raport | Angola | Stade des Martyrs, Kinszasa Sędzia: Sadok Selmi |
|                             |                               |                |        |                                                 |

### Kolejka 4
| 16 listopada 2020 17:00 CET | Gambia · Modou Barrow 49' · Musa Barrow 79' | 2:1(0:0)Raport | Gabon · Ecuele Manga 89' | Independence Stadium, Bakau Sędzia: Pacifique Ndabihawenimana |
|                             |                                             |                |                          |                                                               |

| 17 listopada 2020 17:00 CET | Angola | 0:1(0:0)Raport | Demokratyczna Republika Konga · Kebano 64' | Estádio 11 de Novembro, Luanda Sędzia: Victor Gomes |
|                             |        |                |                                            |                                                     |

### Kolejka 5
| 25 marca 2021 17:00 CET | Gabon · Boupendza 44' · Bouanga 72' · Aubameyang 86' | 3:0(1:0)Raport | Demokratyczna Republika Konga | Stade de Franceville, Franceville Sędzia: Janny Sikazwe |
|                         |                                                      |                |                               |                                                         |

| 25 marca 2021 17:00 CET | Gambia · Ceesay 62' | 1:0(0:0)Raport | Angola | Independence Stadium, Bakau Sędzia: Adissa Abdul Ligali |
|                         |                     |                |        |                                                         |

### Kolejka 6
| 29 marca 2021 18:00 CET | Demokratyczna Republika Konga · Kasengu 45+2' (k.) | 1:0(1:0)Raport | Gambia | Stade des Martyrs, Kinszasa Sędzia: Amin Mohamed Omar |
|                         |                                                    |                |        |                                                       |

| 29 marca 2021 18:00 CET | Angola · Show 63' · Augusto 69' | 2:0(0:0)Raport | Gabon | Estádio 11 de Novembro, Luanda Sędzia: Gehad Grisha |
|                         |                                 |                |       |                                                     |

## Strzelcy
3 gole
- Denis Bouanga
- Assan Ceesay

2 gole
- Pierre-Emerick Aubameyang
- Aaron Boupendza
- Bubacarr Jobe

1 gol
| - Loide Augusto - Wilson Eduardo - Show - Yano - Cédric Bakambu | - Kazadi Kasengu - Neeskens Kebano - Jackson Muleka - Bruno Ecuele Manga - Modou Barrow | - Musa Barrow - Pa Modou Jagne - Sulayman Marreh |